# Asselfliegen
Die Asselfliegen (Rhinophoridae) sind eine kleine, den Raupenfliegen nahestehende Familie der Fliegen. Ihre Larven sind Parasiten von Asseln (Isopoda).

## Beschreibung
Es handelt sich um kleine bis mittelgroße (2–11 mm), mehr oder weniger gedrungen gebaute Fliegen von meist grau-schwarzer Färbung, an einigen Stellen manchmal mit gelblichen Verfärbungen. Niemals sind sie metallisch glänzend. Thorax und Abdomen sind mit kräftigen Borsten besetzt. Insgesamt gleichen sie äußerlich den Raupenfliegen. Im Gegensatz zu diesen ist ihr Postscutellum (vergl. Körperbau der Raupenfliegen) weitgehend reduziert.
Ein weiteres Unterscheidungsmerkmal ist die Arista (Fühlerborste), welche bei den Rhinophoridae kurz behaart ist. Das zweite Antennensegment ist deutlich gefurcht. Die Ptilinalnaht ist gut ausgebildet.
Auffällig in der Aderung der Flügel ist die Flügelzelle R5, eine große Zelle zwischen dem letzten Radius und der Median-Ader. Die Median-Ader hat einen Knick und endet, bei den meisten Arten weit vor dem Flügelrand, in den Radius. Hierdurch wird die Flügelzelle geschlossen und bekommt eine dreieckige Form.
Ein Calypter unter den Hinterflügeln existiert, ist aber schmaler als bei den Raupenfliegen.

## Biologie
Über die Biologie der meisten Arten der Familie, selbst häufigerer Arten, ist nichts bekannt.
Diejenigen Arten, von denen die Lebensweise bekannt ist, parasitieren fast stets auf landlebenden Asseln, einige angeblich auch auf Käfern und Spinnen. Angaben, nach denen auch Schnecken als Wirtstiere vorkommen, beziehen sich meist auf die Gattungen Angioneura und Melanomyia, die inzwischen meist in die Familie der Schmeißfliegen gestellt werden.
Die adulten Weibchen legen ihre Eier in die Nähe von Asselkolonien. Die Larven, die nach einigen Tagen schlüpfen und ein bis zwei Wochen ohne Wirt lebensfähig sind, suchen sich selbstständig ihren Wirt, wobei sie nicht besonders artspezifisch zu sein scheinen. Sie bohren sich dann in den Wirt, wobei die hinteren Stigmen an der Öffnung verbleiben, um die Sauerstoffversorgung zu gewährleisten. In jedem Wirt lebt nur eine Larve.
In Mitteleuropa überwintern die Larven im 2. Larvalstadium im lebenden Wirt. Im Frühling vollenden die Fliegen dann ihre Entwicklung mit dem 3. Larvalstadium und der Wirt wird abgetötet.

## Verbreitung
Die größte Vielfalt erreicht die Familie im Mittelmeergebiet und in Afrika. Einige Arten sind auch in Europa, dem restlichen Asien, und Nordamerika zu finden.
Man findet die Fliegen überall dort, wo es Asseln gibt, insbesondere in Wäldern.

## Systematik
Die Asselfliegen im weiteren Sinn umfassen mehr als 150 Arten, davon sind die meisten Im Mittelmeerraum sowie im südlichen Afrika verbreitet. In Deutschland gibt es 11 Arten.

### Mitteleuropäische Gattungen
- Anthracomyia
- Chaetostevenia
- Cirillia
- Frauenfeldia
- Melanophora
- Metopisena
- Oplisa
- Parafeburia
- Paykullia
- Phyto
- Rhinomorinia
- Rhinophora
- Stevenia
- Styloneuria
- Tricogena